# Социална интелигентност
Социалната интелигентност е способността да се разбират собствените и чуждите действия. Социалната интелигентност се научава и развива от опит с хора и учене от успехи и неуспехи в социална среда. Това е важно междуличностно умение, което помага на хората да успеят във всички аспекти на живота си.

## Определения
Първоначалното определение на социалната интелигентност (от Едуард Торндайк през 1920 г.) е „способността да разбираш и управляваш мъже и жени, момчета и момичета, да действаш мъдро в човешките отношения“. Следователно това е еквивалентно на междуличностната интелигентност, един от видовете интелигентност, идентифицирани в теорията на Хауърд Гарднър за множествените интелигентности и тясно свързана с теорията на ума.
Социалният учен Рос Ханиуил постулира, че социалната интелигентност е агрегирана мярка за самосъзнание и социално съзнание, еволюирали социални вярвания и нагласи, както и капацитет и апетит за управление на сложна социална промяна. Невропсихологът Никълъс Хъмфри счита, че социалната интелигентност определя кои сме като хора.
Актуализирано определение, въведено от Нанси Кантор и Джон Ф. Килстром през 1987 г., е „фондът от знания на индивида за социалния свят“. През 2006 г. Елени Андреу описва социалната интелигентност като подобна на „социални умения и компетентност“.
В миналото се е считало, че социалната интелигентност и междуличностната интелигентност са тясно свързани, но в момента темите са разделени в две различни области на изследване.
Други автори ограничават определението само до познаване на социални ситуации, може би по-правилно наречено социално познание (или социална маркетингова интелигентност, тъй като се отнася до тенденциите в социално-психологическата реклама и маркетинговите стратегии и тактики). Според Шон Фолено социалната интелигентност е способността на човек да разбира оптимално средата си и да реагира по подходящ начин за социално успешно поведение.
Това множество определения демонстрира липса на консенсус относно оперативната дефиниция на социалната интелигентност.
В психологията социалната интелигентност е критично подмножество от човешката интелигентност, съсредоточена около два основни компонента: социално съзнание и социално улеснение.
Социалното познание се отнася до способността за разбиране и съпричастност към емоциите и гледните точки на другите, докато социалното улеснение се отнася до способността за ефективно поведение в социални ситуации.

## Хипотеза
Хипотезата за социалната интелигентност гласи, че социалната интелигентност (тоест сложна социализация като политика, романтика, семейни отношения, кавги, сътрудничество, реципрочност и алтруизъм)
1. е била движеща сила в развитието на размера на човешкия мозък или „мозъка на изпълнителната власт“
2. днес ни предоставя способността да използваме тези големи мозъци в сложни социални обстоятелства.[7]

Тази хипотеза твърди, че изискванията за съвместен живот водят до нашата нужда от интелигентност и че социалната интелигентност е еволюционна адаптация за справяне с много сложни социални ситуации, както и за придобиване и поддържане на власт в социални групи.
Археологът Стив Митен счита, че има два ключови еволюционни периода на растеж на човешкия мозък, които контекстуализират хипотезата за социалната интелигентност. Първият е преди около два милиона години, когато мозъкът е удвоява размера си. Митен мисли, че този растеж се дължи на факта, че хората живеят в по-големи, по-сложни групи и трябва да следят повече хора и взаимоотношения. Тези промени изискват по-голям умствен капацитет и от своя страна по-голям размер на мозъка.
Вторият ключов период на растеж на размера на човешкия мозък е настъпва преди 600 000 и 200 000 години, когато мозъкът е достигнал съвременния си размер. Макар този растеж все още не е напълно обяснен, Митен счита, че той е свързан с еволюцията на езика. Езикът може да е най-сложната когнитивна задача, която предприемаме. Езикът е свързан със социалната интелигентност, защото се използва за посредничество в социалните взаимоотношения.
Социалната интелигентност е критичен фактор за растежа на мозъка. Социалната и когнитивната сложност се развиват съвместно.

## Измерване
Коефициентът на социална интелигентност (SQ) е статистическа абстракция, подобна на подхода на „стандартния резултат“, използван в тестовете за IQ, със средна стойност 100. Резултати от 140 или повече се считат за много високи. За разлика от стандартния IQ тест, той не е фиксиран модел. Той клони повече към теорията на Жан Пиаже, че интелигентността не е фиксиран атрибут, а сложна йерархия от умения за обработка на информация, лежащи в основата на адаптивното равновесие между индивида и околната среда. Следователно индивидът може да промени своя SQ, като промени своите нагласи и поведение в отговор на социалната си среда.
SQ се измерва чрез техники като сесии с въпроси и отговори. Тези сесии оценяват прагматичните способности на лицето за проверка на правото на участие в определени курсове по специално образование[поясни]; въпреки това са разработени някои тестове за измерване на социалната интелигентност. Този тест може да се използва за диагностициране на разстройства от аутистичния спектър, както и за проверка за някои неаутистични или полуаутистични състояния като семантично прагматично разстройство или SPD, шизофрения, дисемия и ADHD.
Съществуват някои мерки за социална интелигентност за самоотчитане. Въпреки че са лесни за администриране, получените мерки за социална интелигентност могат да бъдат по-добре интерпретирани от гледна точка на социалната самоефективност (тоест увереността на човека в способността му да се справя със социалната информация).
Тъй като хората с ниски SQ резултати може да нямат умения, необходими за общуване с клиенти и/или колеги, те са най-успешни с минимално взаимодействие с клиенти, по-малки групи или самостоятелна работа. Хората с SQ над 120 се считат за социално квалифицирани и могат да работят изключително добре в работни места, които включват директен контакт и комуникация с други хора.
Тестът за социална интелигентност на университета „Джордж Вашингтон“ е един от единствените налични мерки за оценка на социалната интелигентност. Създадена е през юни 1928 г. от д-р Телма Хънт, психолог от университета „Джордж Вашингтон“. Първоначално е предложен като измерване на способността на човек да се справя с хора и социални взаимоотношения. Тестът оценява социалните способности като наблюдение на човешкото поведение, преценка на социалната ситуация, памет за име и лице и теория на ума от изражението на лицето. Преработеното второ издание на Теста за социална интелигентност на университета „Джордж Вашингтон“ се състои от следните елементи:
- Наблюдение на човешкото поведение
- Разпознаване на психическото състояние на говорещия
- Памет за имена и лица
- Преценка в социални ситуации
- Чувство за хумор

## Разлики с интелигентността
Никълъс Хъмфри посочва разликата между интелигентността, която се измерва чрез IQ тестове, и социалната интелигентност. Някои деца с аутизъм са изключително интелигентни, защото имат добре развити умения за наблюдение и запаметяване на информация, но имат ниска социална интелигентност. От дълго време полето беше доминиран от бихевиоризма, тоест теорията, че човек може да разбере животните, включително хората, само като наблюдава поведението им и открива корелации. Но следващите теории твърдят, че трябва да се вземе предвид поведението на вътрешната структура.

## Допълнителни възгледи
Социалната интелигентност е тясно свързана с познанието и емоционалната интелигентност. Психолозите-изследователи, изучаващи социалното познание и социалната невронаука, са открили много принципи, в които функционира социалната интелигентност на човека. Психолозите Нанси Кантор и Джон Килстром очертават видовете понятия, които хората използват, за да осмислят своите социални отношения (напр. „В каква ситуация се намирам?, Какъв човек е това?, Кой ми говори?“), правилата те използват, за да направят изводи („Какво искаше да каже с това?“) и да планират действия („Какво ще направя по въпроса?“).
Съвсем наскоро авторът на текстове на тема популярна наука Даниел Големан въз основа на изследване на социалните невронауки предлага, че социалната интелигентност се състои от социално съзнание (включително емпатия, настройка, емпатична точност и социално познание) и социално улеснение (включително синхрон, самопредставяне, влияние и загриженост). Изследванията на Голман показват, че социалните ни взаимоотношения влияят върху физическото ни здраве и колкото по-дълбока е връзката, толкова по-дълбоко е въздействието. Ефектите включват кръвен поток, дишане, настроение като умора и депресия и отслабване на имунната система.
Изследователят Реймънд Х. Хартджен счита, че интелигентността се усилва от увеличените социални взаимодействия. Това предполага, че децата се нуждаят от непрекъснати възможности за междуличностни преживявания, за да развият силна „междуличностна психология“. Традиционните класни стаи не позволяват взаимодействие на сложно социално поведение. Вместо това учениците в традиционните условия се третират като обучаеми, на които трябва да бъдат вливани все по-сложни форми на информация. Структурата на училищата днес позволява много малко развитие на тези критични за оцеляването в света умения. Тъй като толкова ограничаваме развитието на уменията на „естествения психолог“ в традиционните училища, завършилите навлизат на пазара на труда с увреждания до степен да не могат да оцелеят сами. Обратно, учениците, които са имали възможност да развият уменията си в различни възрастови класни стаи с демократична среда, се издигат над своите по-малко социално квалифицирани връстници. Те имат добро самочувствие, знаят какво искат от живота и имат уменията да започнат своето търсене.
Джей Пи Гилфорд е първият изследовател, който подхожда към проблема за социалната интелигентност от гледна точка на измерване. Той разработва тест за социална интелигентност и предполага, че социалната интелигентност е единица, която не зависи от общ интелектуален фактор, а е свързана с разбирането на поведенческа информация.